# Hemipenthes leucocephala
Hemipenthes leucocephala är en tvåvingeart som först beskrevs av Wulp 1882.  Hemipenthes leucocephala ingår i släktet Hemipenthes och familjen svävflugor. Inga underarter finns listade i Catalogue of Life.